# Glittering Prize
Glittering Prize è un singolo del gruppo musicale britannico Simple Minds pubblicato nel 1982 dalla EMI Music Publishers come secondo estratto dell'album New Gold Dream (81-82-83-84).
La canzone raggiunse il 16º posto nelle classifiche del Regno Unito ed entrò nei primi 20 posti in altri paesi.
Una raccolta pubblicata dai Simple Minds nel 1992 prende il nome dalla canzone ed è intitolata Glittering Prize 81/92.

## Tracce
Testi e musiche dei Simple Minds.

### 7"
Lato A
1. Glittering Prize - 3:58

Lato B
1. Glittering Prize (Theme) - 4:03

### 12"
Lato A
1. Glittering Prize (Club Mix) - 4:57

Lato B
1. Glittering Prize (Theme) - 4:57

### CD (1990)
1. Glittering Prize (Club Mix) - 4:58
2. New Gold Dream (81-82-83-84) (German 12" Remix) - 6:52
3. Glittering Prize (Theme) - 4:53

## Classifiche
| Classifica (1982) | Posizione massima |
| ----------------- | ----------------- |
| Australia         | 9                 |
| Irlanda           | 11                |
| Norvegia          | 8                 |
| Nuova Zelanda     | 4                 |
| Regno Unito       | 16                |
| Svezia            | 11                |